# Dying to Survive
Dying to Survive (xinès simplificat: 我不是药神, pinyin: Wo bu shi yao shen, literalment 'Jo no sóc un déu de la medicina') és una pel·lícula de comèdia dramàtica xinesa del 2018 dirigida per Wen Muye en el seu llargmetratge de debut. La pel·lícula es basa en la història de la vida real de Lu Yong (陆勇), un pacient leucèmia xinès que va fer contraban de medicaments del càncer barats però no provats per 1.000 malalts de càncer xinesos el 2004. Dying to Survive és protagonitzada per Xu Zheng il paper principal, que també va coproduir la pel·lícula amb Ning Hao.

## Trama
Un venedor ambulant d'afrodisíacs, Cheng Yong, té problemes financers. La seva botiga fa temps que no treu beneficis i el seu pare necessita urgentment una gran quantitat de diners per a una cirurgia cerebral. Un dia arriba a la seva botiga un home que porta capes gruixudes de màscares quirúrgiques. Li demana a Cheng que porti una droga barata de l'Índia a canvi d'una gran suma de diners. A causa de la protecció de patents, el fàrmac suís imatinib és molt car i la majoria dels pacients amb leucèmia a la Xina no poden pagar-lo. No obstant això, a l'Índia hi ha disponible una versió genèrica especial i econòmica.
Desesperat per diners, Cheng accepta arriscar-se a introduir de contraban la droga a la Xina. A mesura que més pacients amb leucèmia mieloide crònica comencen a comprar-li medicaments, Cheng es fa ric. La seva motivació comença a canviar després de ser testimoni de pacients devastats les famílies dels quals s'havien vist empeses a la pobresa per costosos tractaments contra el càncer marxar amb esperança per al futur.
Al mateix temps, la policia xinesa va notar la disponibilitat del contraban Geliening i es va comprometre a reprimir el fàrmac genèric sense llicència, ja que l'empresa originadora Novartis va demandar el govern indi per infringir la seva patent.

## Repartiment
- Xu Zheng com a Cheng Yong
- Tan Zhuo com a Liu Sihui
- Wang Chuanjun com a Lü Shouyi
- Wang Yanhui com Zhang Changlin
- Zhang Yu com a Peng Hao
- Zhou Yiwei com a Cao Bin
- Yang Xinmin com el pastor Liu
- Gong Beibi com a Cao Ling, l'exdona de Cheng Yong i la germana gran de Cao Bin
- Keith Shillitoe
- Jia Chenfei
- Li Naiwen
- Wang Jiajia com a dona de Lü Shouyi
- Ning Hao
- Shahbaz Khan
- Nishith Avinash Shah com a traductor

## Taquilla
El dia de l'estrena, la pel·lícula va encapçalar la taquilla xinesa i va recaptar 49,71 milions de dòlars estatunidencs, incloses les projeccions prèvies. Al final del cap de setmana de l'estrena, la pel·lícula havia recaptat 199,58 milions de dòlars, el quart cap de setmana d'obertura més gran a la Xina. A partir del 15 de setembre de 2018, la pel·lícula ha recaptat 453 milions de dòlars, convertint-se en la tercera pel·lícula més taquillera de l'any a la taquilla xinesa.

## Recepció crítica
Pang-Chieh Ho de SupChina va escriure que Dying to Survive ""pot ser la millor pel·lícula de l'any de la Xina". Va comparar els temes realistes socials de la pel·lícula amb la pel·lícula de Hollywood Dallas Buyers Club, la pel·lícula índia Dangal i la pel·lícula xinesa Angels Wear White. Tot i que Simon Abrams de RogerEbert.com també va comparar la pel·lícula amb Dallas Buyers Club, va donar a Dying to Survive dues sobre quatre estrelles, criticant l'excés d'atenció a Cheng en detriment del missatge de la pel·lícula i a costa d'altres personatges. Va afirmar que "em seria més fàcil acceptar les conclusions trillades, preguntades i contestades... si [el director i els coguionistes] fossin més hàbils per tirar de les cordes del cor dels espectadors."

## Impacte
La pel·lícula va provocar un debat sobre el cost de l'assistència sanitària a la Xina. El primer ministre xinès Li Keqiang va citar la pel·lícula en una crida als reguladors per "accelerar la reducció de preus dels medicaments contra el càncer" i "reduir la càrrega de les famílies".

## Premis
| Any  | Premi                                                     | Categoria                                | Receptor                        | Resultat  |
| ---- | --------------------------------------------------------- | ---------------------------------------- | ------------------------------- | --------- |
| 2018 | 55ns Premis Golden Horse                                  | Millor llargmetratge                     | Dying to Survive                | Nominat   |
| 2018 | 55ns Premis Golden Horse                                  | Millor actor protagonista                | Xu Zheng                        | Guanyador |
| 2018 | 55ns Premis Golden Horse                                  | Millora avtor secundari                  | Zhang Yu                        | Nominat   |
| 2018 | 55ns Premis Golden Horse                                  | Millor director novell                   | Wen Muye                        | Guanyador |
| 2018 | 55ns Premis Golden Horse                                  | Millor guió original                     | Han Jianü, Zhong Wei i Wen Muye | Guanyador |
| 2018 | 55ns Premis Golden Horse                                  | Millor maquillatge i vestuari            | Li Miao                         | Nominat   |
| 2018 | 55ns Premis Golden Horse                                  | Millor muntatge                          | Jolin Zhu                       | Nominat   |
| 2018 | 14è Festival de Cinema de Changchun                       | Mllor llargmetratge                      | Dying to Survive                | Guanyador |
| 2018 | 14è Festival de Cinema de Changchun                       | Millor actor protagonista                | Xu Zheng                        | Guanyador |
| 2018 | 14è Festival de Cinema de Changchun                       | Millor guió                              | Han Jianv, Zhong Wei i Wen Muye | Guanyador |
| 2018 | 14è Festival de Cinema de Changchun                       | Millor actor secundari                   | Wang Chuanjun                   | Guanyador |
| 2018 | 42è Festival Internacional de Cinema de Mont-real         | Millor guió                              | Han Jianv, Zhong Wei i Wen Muye | Guanyador |
| 2018 | 5è Festival Internacional de Cinema de la Ruta de la Seda | Millor llargmetratge                     | Dying to Survive                | Guanyador |
| 2018 | Festival Internacional de Cinema de Hainan                | Best Film                                | Dying to Survive                | Guanyador |
| 2019 | 38ns Premis de Cinema de Hong Kong                        | Millor pel·lícula del continent i Taiwan | Dying to Survive                | Guanyador |